# Tracks
Tracks  je šestnajsti studijski album Aleksandra Mežka, ki je izšel leta 2003 pri založbah Eye Witness Records in Dallas Records. Album predstavlja prelomnico v Mežkovi bogati glasbeni karieri, saj zaznamuje 30. obletnico, odkar je prvič podpisal založniško pogodbo v Londonu za hišo EMI. Pri snemanju plošče so sodelovali glasbeni gostje Cliff Richard, Judie Tzuke, Sarah Ozelle, Jamie Muggleton, klaviaturist Richard Cardwell in violinist Nick Pynn. Album vsebuje 11 skladb, od tega je samo skladba »Kaplja sreče« slovenska.

## Seznam skladb
Avtor vseh skladb je Aleksander Mežek, razen, kjer je posebej napisano.
| Št. | Naslov                     | Dolžina |
| --- | -------------------------- | ------- |
| 1.  | „Tracks‟                   | 5:29    |
| 2.  | „Let’s Talk‟               | 4:21    |
| 3.  | „Invisible Man‟            | 6:44    |
| 4.  | „By The Waterfall‟         | 5:43    |
| 5.  | „Owner Of A House‟         | 5:45    |
| 6.  | „Love That Knows No End‟   | 3:07    |
| 7.  | „Kaplja sreče‟             | 5:43    |
| 8.  | „I Carry On‟               | 3:25    |
| 9.  | „Fields And Dreams‟        | 5:46    |
| 10. | „Say A Prayer‟             | 5:25    |
| 11. | „I Want To Live‟           | 3:35    |
| 12. | „To Say Goodbye‟           | 4:41    |
| 13. | „Fair Play‟ (Smolar/Mežek) | 5:19    |